# Gmina zbiorowa Lühe
Gmina zbiorowa Lühe (niem. Samtgemeinde Lühe) – gmina zbiorowa położona w niemieckim kraju związkowym Dolna Saksonia, w powiecie Stade. Siedziba administracji gminy zbiorowej znajduje się w miejscowości Steinkirchen.

## Podział administracyjny
Do gminy zbiorowej Lühe należy sześć gmin:
1. Grünendeich
2. Guderhandviertel
3. Hollern-Twielenfleth
4. Mittelnkirchen
5. Neuenkirchen
6. Steinkirchen